# Râul Rába
Rába (în germană: Raab; în maghiară: Rába; în slovenă: Raba) este un râu situat în sud-estul Austriei, vestul Ungariei și afluent pe dreapta al Dunării.
Izvorăște din Alpii Stiriei.
Trece prin localitățile Gleisdorf, Feldbach (din Austria) și Szentgotthárd, Körmend (din Ungaria).
În aval de orașul Körmend, este navigabil pentru vase mici.
La vărsarea râului in Dunăre se află orașul Győr.